# Hypobarathra repetita
Hypobarathra repetita är en fjärilsart som beskrevs av Butler 1899. Hypobarathra repetita ingår i släktet Hypobarathra och familjen nattflyn. Inga underarter finns listade i Catalogue of Life.